# Diennes-Aubigny
Diennes-Aubigny ist eine französische Gemeinde mit 91 Einwohnern (Stand: 1. Januar 2022) im Département Nièvre in der Region Bourgogne-Franche-Comté. Die Gemeinde gehört zum Arrondissement Nevers und zum Kanton Guérigny. 

## Geografie
Diennes-Aubigny liegt etwa 18 Kilometer ostnordöstlich von Nevers in Zentralfrankreich. An der südwestlichen Gemeindegrenze verläuft der Fluss Andarge, in den hier auch sein Zufluss Barathon einmündet. Umgeben wird Diennes-Aubigny von den Nachbargemeinden Fertrève im Norden, Montigny-sur-Canne im Nordosten, Saint-Gratien-Savigny im Osten, Cercy-la-Tour im Südosten, Verneuil im Süden, Champvert im Südwesten, Thianges im Westen und Südwesten sowie Ville-Langy im Westen.

## Bevölkerungsentwicklung
| Jahr                       | 1962 | 1968 | 1975 | 1982 | 1990 | 1999 | 2006 | 2013 |
| Einwohner                  | 229  | 210  | 164  | 136  | 128  | 106  | 107  | 102  |
| Quellen: Cassini und INSEE |      |      |      |      |      |      |      |      |

## Sehenswürdigkeiten
- Kirche Saint-Pierre-Saint-Paul aus dem 11./12. Jahrhundert